# Студзянна (Великопольське воєводство)
Студзянна (пол. Studzianna, нім. Brunnental) — село в Польщі, у гміні Борек-Велькопольський Гостинського повіту Великопольського воєводства.
Населення — 185 осіб (2011).
У 1975-1998 роках село належало до Лешненського воєводства.

## Демографія
Демографічна структура станом на 31 березня 2011 року:
|          | Загалом | Допрацездатний вік | Працездатний вік | Постпрацездатний вік |
| -------- | ------- | ------------------ | ---------------- | -------------------- |
| Чоловіки | 91      | 19                 | 62               | 10                   |
| Жінки    | 94      | 25                 | 50               | 19                   |
| Разом    | 185     | 44                 | 112              | 29                   |